# 涅克利諾夫卡區

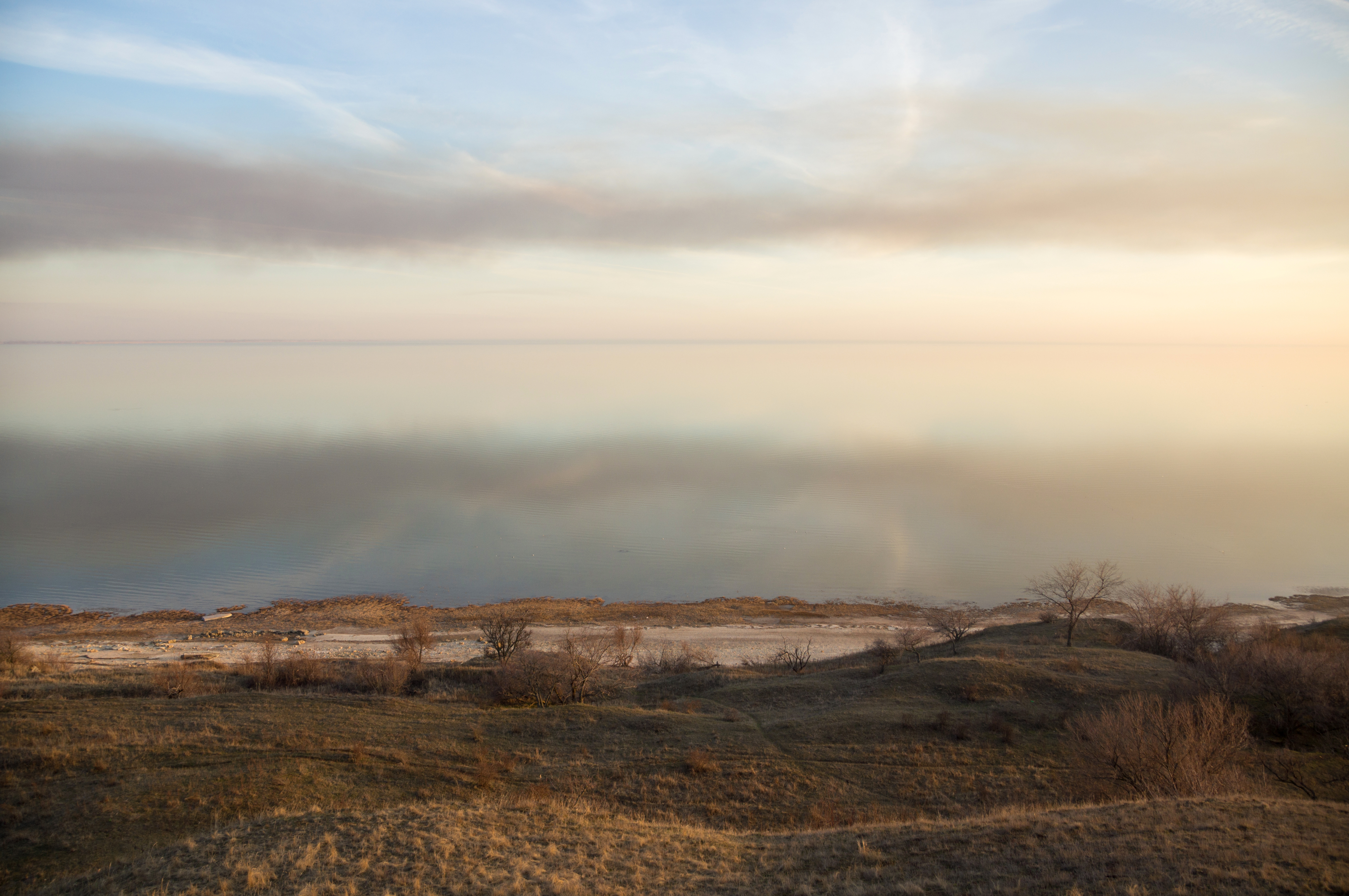

47°24′59″N 38°53′56″E / 47.41639°N 38.89889°E
涅克利諾夫卡區（俄语：Неклиновский район），是俄羅斯的一個區，位於該國西南部，由羅斯托夫州負責管轄，面積2,148平方公里，2010年人口84,915，人口密度每平方公里39.53人。